# シェパード・アロンゾ・マウント
シェパード・アロンゾ・マウント（Shepard Alonzo Mount、1804年7月17日 - 1868年9月18日）はアメリカ合衆国の画家である。主に肖像画で知られる。アメリカの風俗を描いたことで知られる画家のウィリアム・シドニー・マウントの兄である。

## 略歴
ニューヨーク州、ロングアイランドのSetauketで生まれた。父親が早く亡くなった後、一家はサフォーク郡のストーニーブルックに移った。コネチカット州、ニューヘイブンの馬車製造会社、ブリュワーズで働き始め、1827年に会社がニューヨークに移ると、弟のウィリアムとヘンリーと同居するようになった。弟たちは、画家になる勉強をしていて、シェパードも絵の勉強を始め、2年間、ニューヨークの美術学校、ナショナル・アカデミー・オブ・デザインで学び、アカデミーの展覧会に出展するようになった。
1829年に弟とスタジオを開き、1833年にアカデミーの準会員になった。ニューヨークでは画家としての注文が少かったので、ペンシルベニア州、ブラッドフォード郡の Athensに移ったが、すぐにシェパードはニューヨークに戻った。ニューヨークで人気のある肖像画家、ヘンリー・インマンの弟子になった。
1837年に肖像画家、エリオット(Charles Loring Elliott)の娘と結婚し、1841年から、自分が育ったストーニーブルックで暮らした。翌年アカデミーの正会員になった。風景画を描くのを好んだが、注文の多い肖像画を描き続けた。
比較的安定した生活を送っていたが、1860年代になって、娘が肺炎で亡くなり、ミシシッピーに住み南北戦争の南軍に召集された息子が捕虜になるなどの災難に見舞われた。マウントは有力者の助けを借りて、大統領に息子の釈放を頼み、1864年に息子は釈放された。
1868年にコレラで亡くなった。
マウントの作品はデラウェア美術館やメトロポリタン美術館、デトロイト美術館などに収蔵されている。

## 作品

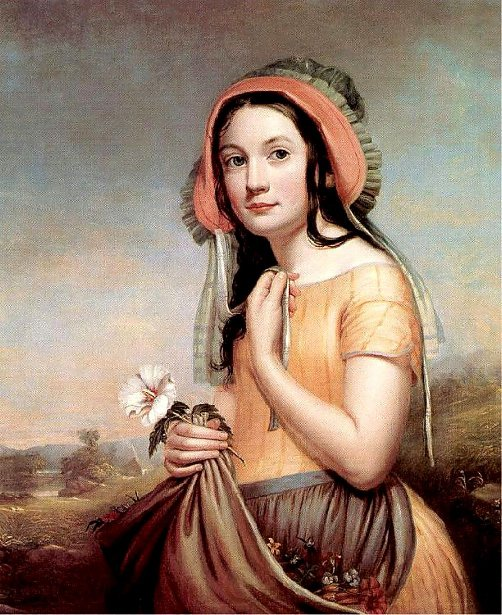
Rose of Sharon (portrait of his daughter, Ruth)
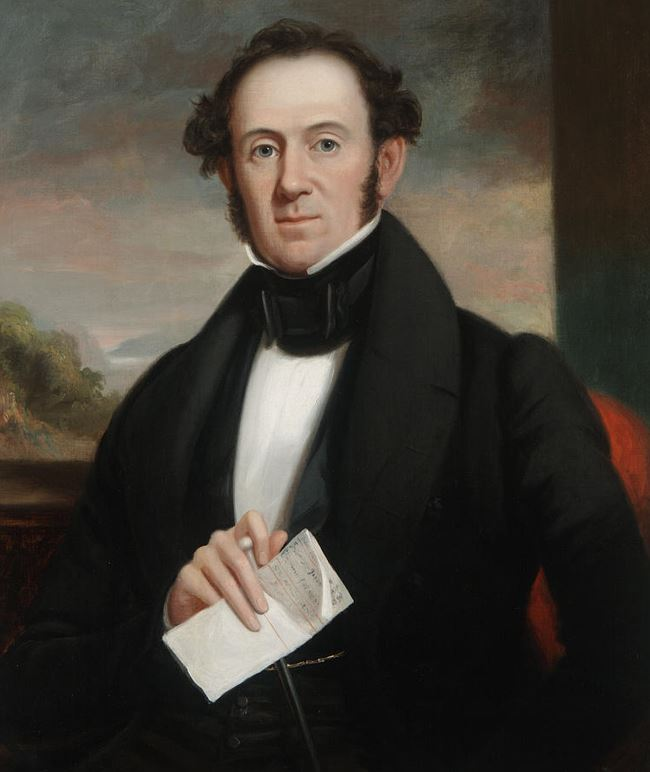
マーティン・ヴァン・ビューレン-アメリカ大統領
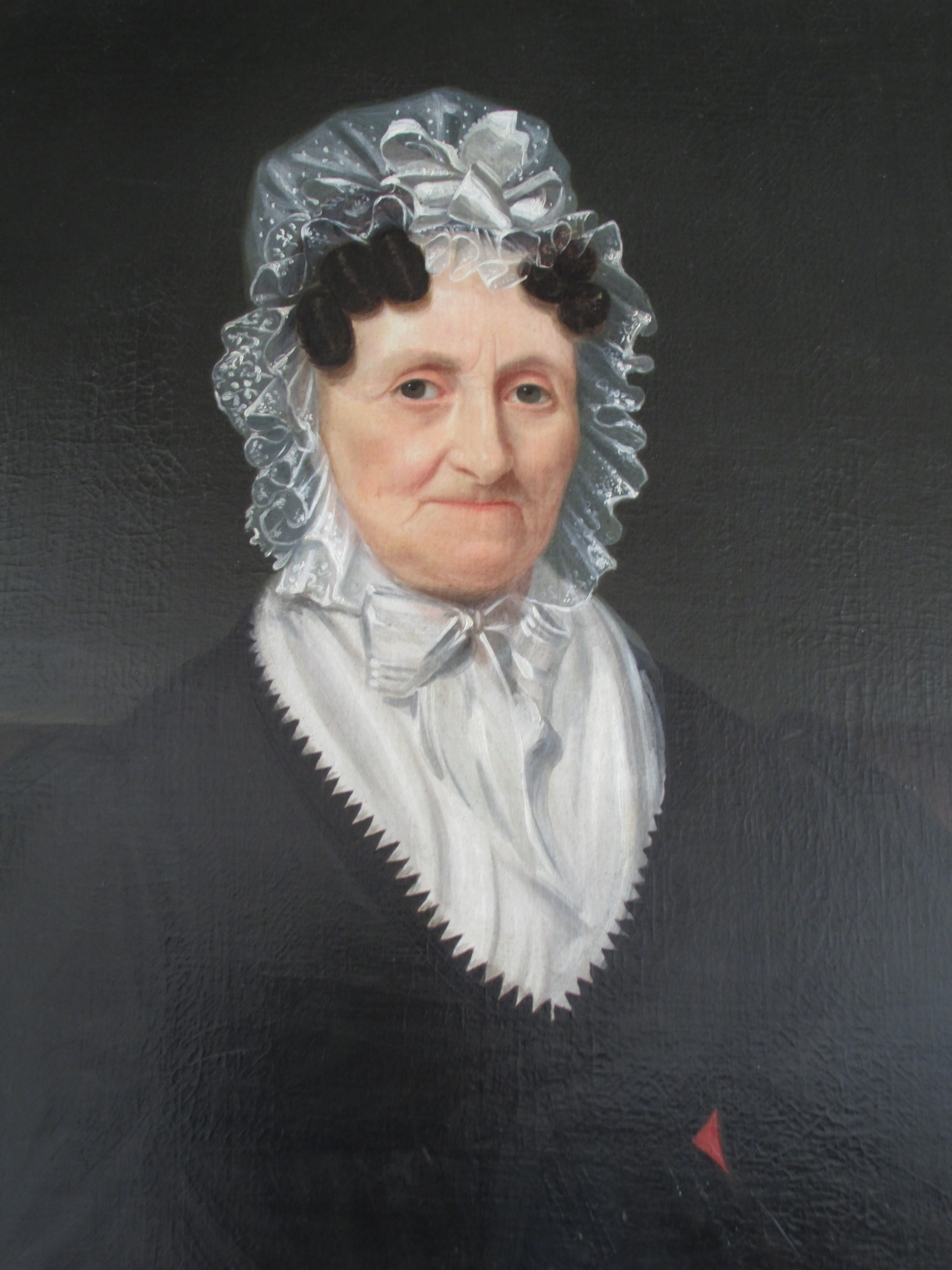
肖像画
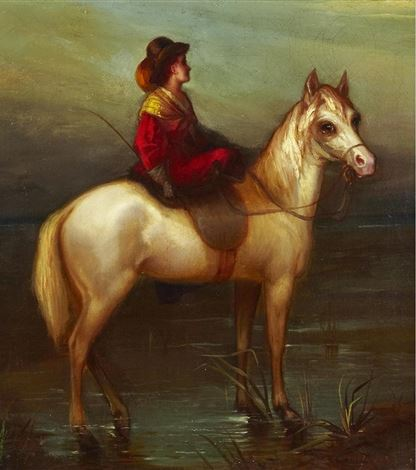
乗馬する婦人